# HMS (Royal Navy)

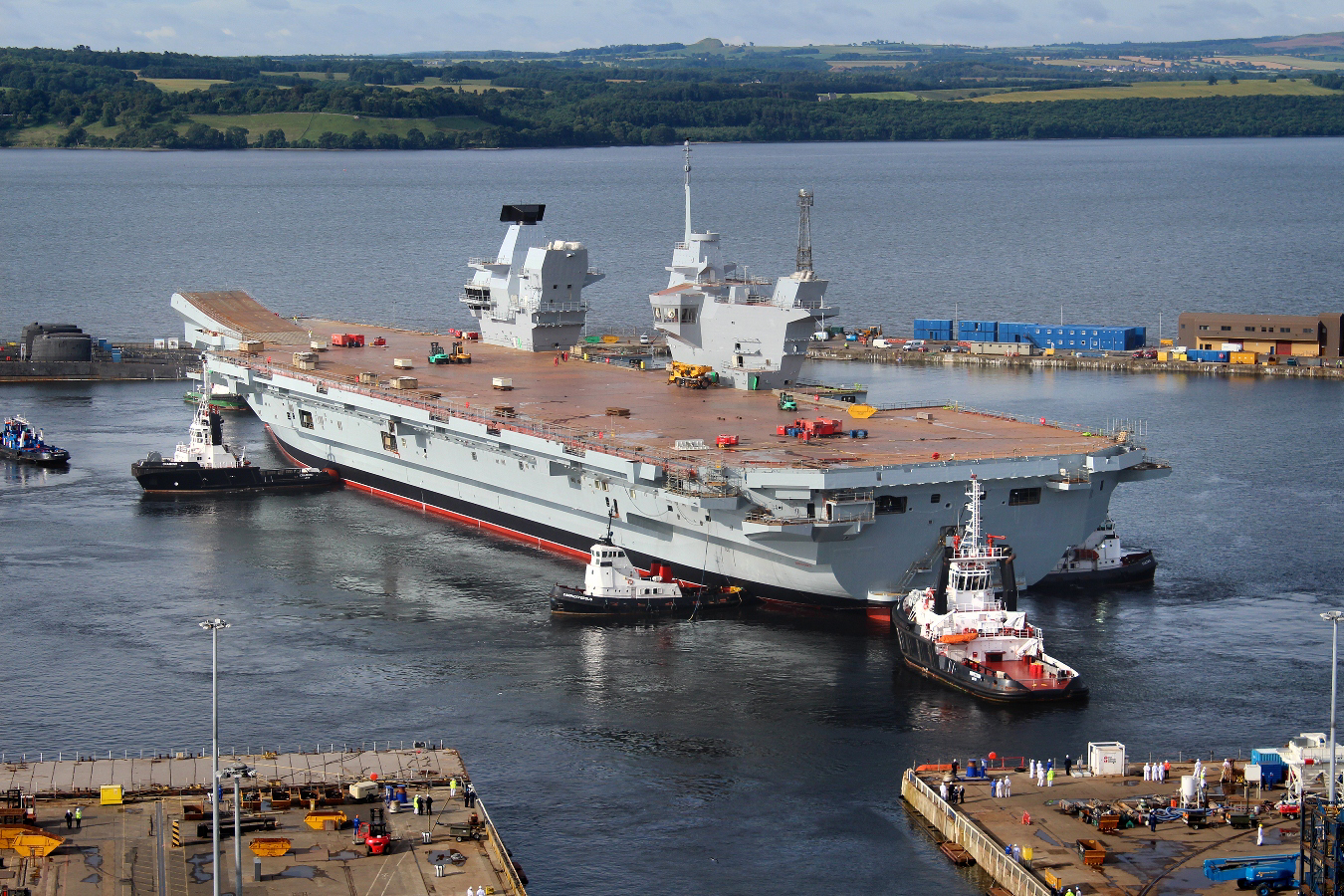
HMS Queen v loděnici Rosyth

Zkratka HMS (His Majesty's Ship nebo Her Majesty's Ship, v překladu loď Jeho/Jejího Veličenstva) je předřazený přívlastek v označeních lodí (a ponorek) britského královského loďstva Royal Navy. Označení je používáno od roku 1789.